# 共和新芬黨
共和新芬黨（縮寫為RSF）是一個未向愛爾蘭政府登記的左翼小黨，1986年分裂自新芬黨。該黨視自己為真正的或傳統的愛爾蘭共和主義者，但主流媒體均視其為異議共和主義（亦即不支持近來的和平協議）。共和新芬黨拒絕停止對英國軍警暴力行動，並與傳承愛爾蘭共和軍（Continuity RIA）有所關連。該黨認為1916年復活節起義中宣布成立的愛爾蘭共和國持續存在且傳承愛爾蘭共和軍議會才是合法的政府，因此就算當選，其成員也會拒絕在北愛爾蘭議會和爱尔兰议会就任。

## 備註
1. ↑  宣布為新芬黨分支
2. ↑  雖然活躍，但他們拒絕向愛爾蘭或北愛爾蘭政府登記